# Bernat Saisset
Bernat Saisset fou un religiós occità nascut vers el 1232 i mort vers el 1314. Era abat de la canongia de Sant Antoni de Pàmies, i més tard bisbe quan aquesta nova diòcesi fou erigida pel papa Bonifaci VIII

## El seu conflicte amb Felip el Bell
Saisset es va fer famós pel seu conflicte amb el rei Felip el Bell (1268-29 de novembre de 1314). Aquest el va acusar d'haver qüestionat la legitimitat del poder dels Capets al Llenguadoc. Saisset hauria suggerit al Comte de Foix, Roger Bernat III, i al Comte de Comenge d'alliberar-se de la tutela francesa. Felip el Bell va obrir una investigació i va segrestar els béns del bisbe, violant la immunitat eclesiàstica, sens dubte per provocar Bonifaci VIII.
La nit del 12 al 13 de juliol de 1301, quan estava a punt d'escapar cap a Roma, Saisset fou arrestat i transferit a Senlis a Picardia (aleshores feu reial). Va comparèixer davant el Consell Reial el 24 d'octubre de 1301.
A l'acusació d'alta traïció i d'injúries contra la persona del rei s'hi afegeixen contra ell acusacions d'heretgia, perpetrades per Guillem de Nogaret.
La detenció i el procediment reial contra Saisset van provocar un gran conflicte entre Felip el Bell i Bonifaci VIII, que desembocarà en l'atemptat d'Anagni de 1303. Efectivament, per reclamar un procediment contra un bisbe, Felip IV havia d'obtenir primer la degradació de Saisset pel Papa. En canvi, Bonifaci VIII ordenà al rei alliberar al bisbe perquè pogués viatjar a Roma per tal que pogués explicar-se. Aquest fet va empitjorar les relacions entre el rei i el papa, prolongant una querella que va ajudar a covar la butlla Clericis laicos de 1296. Endemés, l'1 de novembre de 1302, Bonifaci VIII convocà a Roma tots els prelats francesos per tal de discutir possibles sancions.

## El seu retorn en gràcia
Enmig d'aquesta lluita, Saisset restà una mica oblidat després d'haver estat expulsats del regne. Va estar Roma el febrer de 1302, i va sortir de la ciutat l'any següent, després de l'atemptat d'Anagni.
En 1308, gràcies a un papa més conciliador (Climent V, primer Papa d'Avinyó), Saisset és perdonat pel rei. Després va tornar a la seva seu bisbal de Pàmies, on hi va morir el 1314.